# Андларро
Андларро́ (фр. Andelarrot) — коммуна во Франции, находится в регионе Франш-Конте. Департамент — Верхняя Сона. Входит в состав кантона Везуль-Уэст. Округ коммуны — Везуль.
Код INSEE коммуны — 70020.

## География
Коммуна расположена приблизительно в 320 км к юго-востоку от Парижа, в 39 км севернее Безансона, в 6 км к юго-западу от Везуля.

## Население
Население коммуны на 2010 год составляло 242 человека.
| 1962 | 1968 | 1975 | 1982 | 1990 | 1999 | 2010 |
| ---- | ---- | ---- | ---- | ---- | ---- | ---- |
| 113  | 103  | 105  | 151  | 173  | 163  | 242  |

## Администрация
| Период | Период | Фамилия           | Партия | Примечания |
| ------ | ------ | ----------------- | ------ | ---------- |
| 2001   | 2008   | Мишель Уэль       |        |            |
| 2008   | 2014   | Жан-Франсуа Пуазо |        |            |

## Экономика

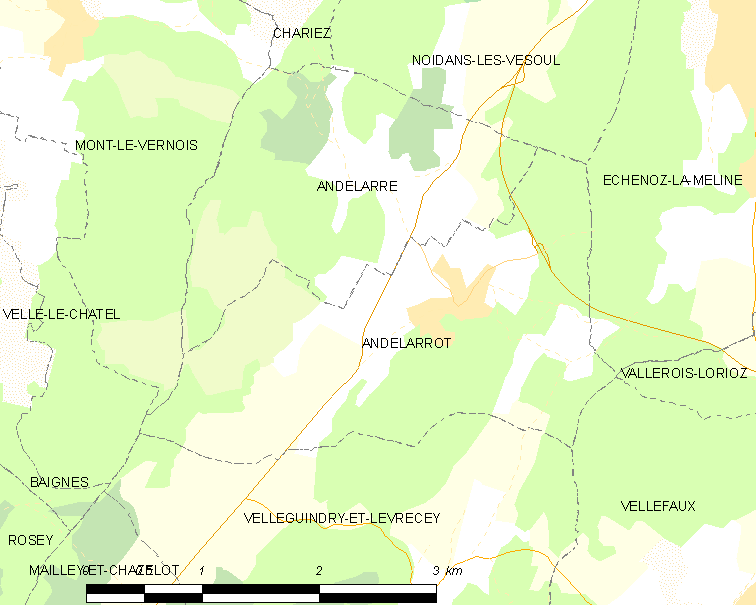
Карта коммуны

В 2010 году среди 167 человек трудоспособного возраста (15—64 лет) 132 были экономически активными, 35 — неактивными (показатель активности — 79,0 %, в 1999 году было 75,7 %). Из 132 активных жителей работали 127 человек (67 мужчин и 60 женщин), безработных было 5 (2 мужчин и 3 женщины). Среди 35 неактивных 12 человек были учениками или студентами, 17 — пенсионерами, 6 были неактивными по другим причинам.